# Jan Herben
Jan Herben (7. května 1857 Brumovice – 24. prosince 1936 Praha) byl český (československý) politik, novinář, spisovatel a historik moravského původu.

## Život
Jan Herben se narodil jako jedno z pěti dětí Vavřince Herbena a jeho manželky Alžběty, rozené Slampové. Tři jejich děti se nedožily dospělého věku a zůstali jen bratři Jan a Václav (1865). Předkové z otcovy strany přišli ze Slovenska a původně se jmenovali Hrebeňovi. Vavřinec Herben se narodil v Morkůvkách, byl muzikant, zpěvák a s Alžbětou pracovali jako námezdní síly u sedláků. Až později se Vavřinec stal správcem panského velkostatku v Čejči a hajným. Matčini rodiče Matěj a Kateřina Slampovi sloužili na faře ve Velkých Pavlovicích a později si koupili domek v Brumovicích. Jejich jediná dcera Alžběta sloužila v panském domě v Čejči.
Jan studoval na brněnském gymnáziu na nynější třídě Kpt. Jaroše, kde byl žákem etnografa Františka Bartoše a historika Václava Royta (1827–1907). Zde v roce 1878 maturoval. Rodina z něho chtěla mít kněze, ale Herben místo toho v letech 1878–1883 absolvoval historii, zeměpis a češtinu na Filozofické fakultě Karlo-Ferdinandovy univerzity v Praze. Byl žákem Václava Tomka, Jaroslava Golla, Antonína Rezka, Martina Hattaly, Jana Gebauera, Antonína Gindelyho, Josefa Emlera, Johanna Kelleho, Jana Palackého, Josefa Durdíka aj. Velký vliv na něj měl Tomáš Garrigue Masaryk.
V roce 1892 se oženil s Bronislavou Foustkovou, příležitostnou spisovatelkou a překladatelkou. 27. září 1899 v Praze vystoupil z římskokatolické církve a přihlásil se k helvetskému vyznání.
V letech 1885–1886 byl novinářem Národních listů. Julius Grégr ho však propustil za podporu odpůrců tzv. Rukopisů. Na Vánoce 1886 založil čtrnáctideník Čas, list realistů (Josef Kaizl, Karel Kramář, Tomáš Masaryk), který měl sice málo čtenářů, ale byl poměrně vlivný. V roce 1889 se Čas přeměnil na týdeník.
V letech 1894–1906 byl vlastníkem Času, který dotoval z vlastních prostředků. Od roku 1895 vycházela Knihovnička Času a od roku 1896 beletristická příloha Besedy Času. Herben objevil Petra Bezruče a Jana Karafiáta, autora Broučků. V roce 1901 se Čas přeměnil na deník. V roce 1915 byl Čas zastaven. Herben pak krátce vydával Novinu a od roku 1917 se vrátil do Národních listů. V letech 1918–1920 byl redaktorem satirického časopisu Nebojsa. V něm zveřejnil Karel Čapek oslavnou báseň "Tomáše den požehnaný" k příjezdu prezidenta Masaryka do vlasti. V letech 1925–1927 byl redaktorem Lidových novin. V roce 1900 se spolu s Masarykem podílel na založení politické formace vzešlé z hnutí realistů (Česká strana lidová). V roce 1905 ho Emanuel Chalupný obvinil ze zpronevěry, za což byl vyloučen ze strany. Na sjezdu byl ale rehabilitován. Od roku 1907 vydával sebrané spisy. Později se angažoval v České straně pokrokové.

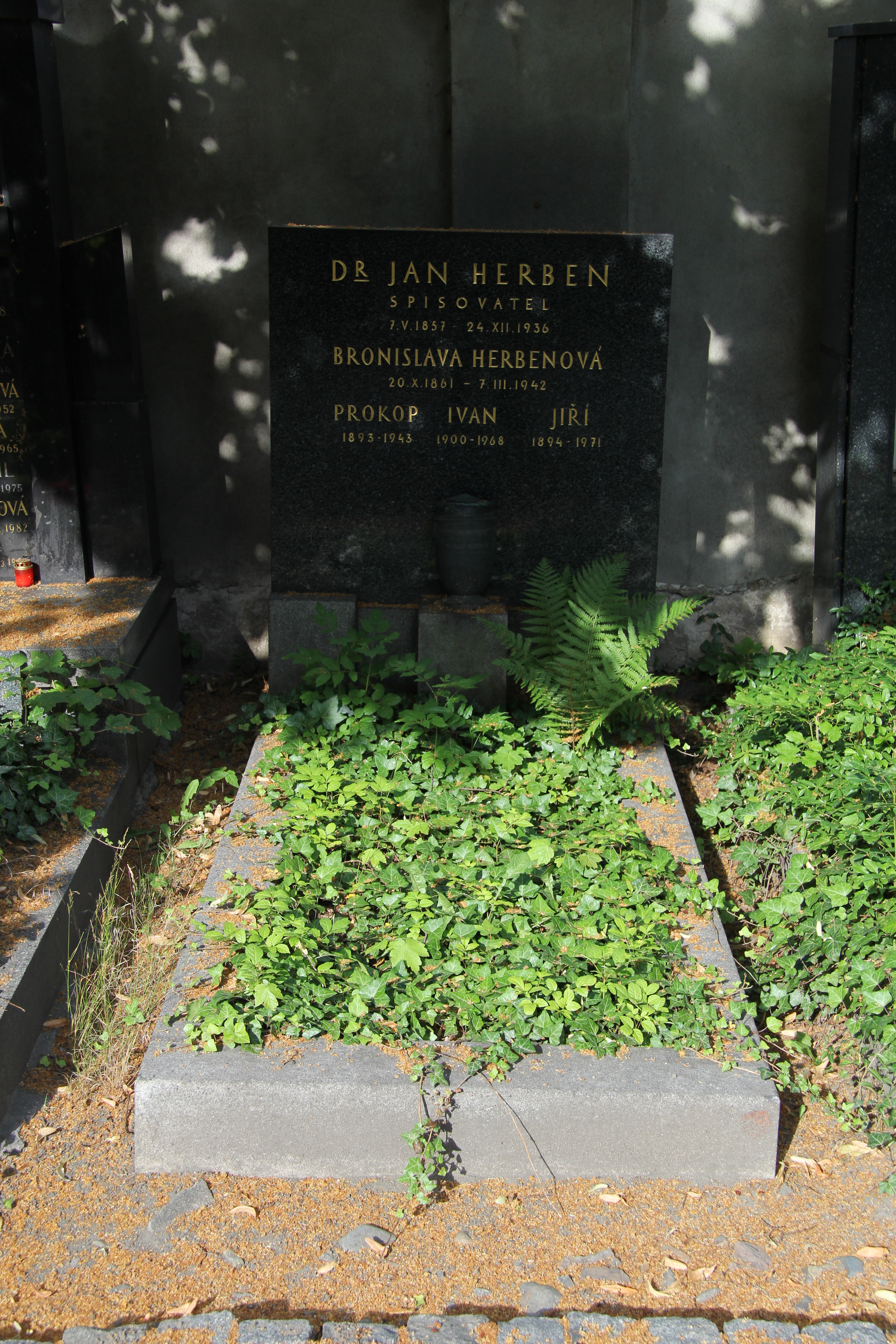
Hrob Jana Herbena na Olšanských hřbitovech, oddíl významných osobností, hrob s číslem 143

Za první světové války byl členem Maffie. V roce 1918 působil v Národním výboru, pak v Revolučním národním shromáždění Republiky československé za Českou státoprávní demokracii, respektive za ni vzniklou Československou národní demokracii.
V letech 1920–1925 byl senátorem za národní demokracii. Mandátu se vzdal v říjnu 1925, krátce před koncem funkčního období. Jako náhradnice místo něj nastoupila Božena Viková-Kunětická.
Od roku 1925 byl členem Národní strany práce (nová prohradní strana, která měla konkurovat národní demokracii), za kterou byl v roce 1927 zvolen do pražského ústředního zastupitelstva a v roce 1928 do českého zemského zastupitelstva. Od roku 1930 byl národním socialistou. Kladně hodnotil husitství, bratrství a obrození, záporně protireformaci a svatojánství.
Byl členem Moravského kola spisovatelů (1926–1936). Zemřel v Praze a je pohřben na Olšanských hřbitovech. S manželkou Bronislavou měli syny JUDr. Prokopa (1893–1943), Jiřího (1894) a Ivana.

## Dílo

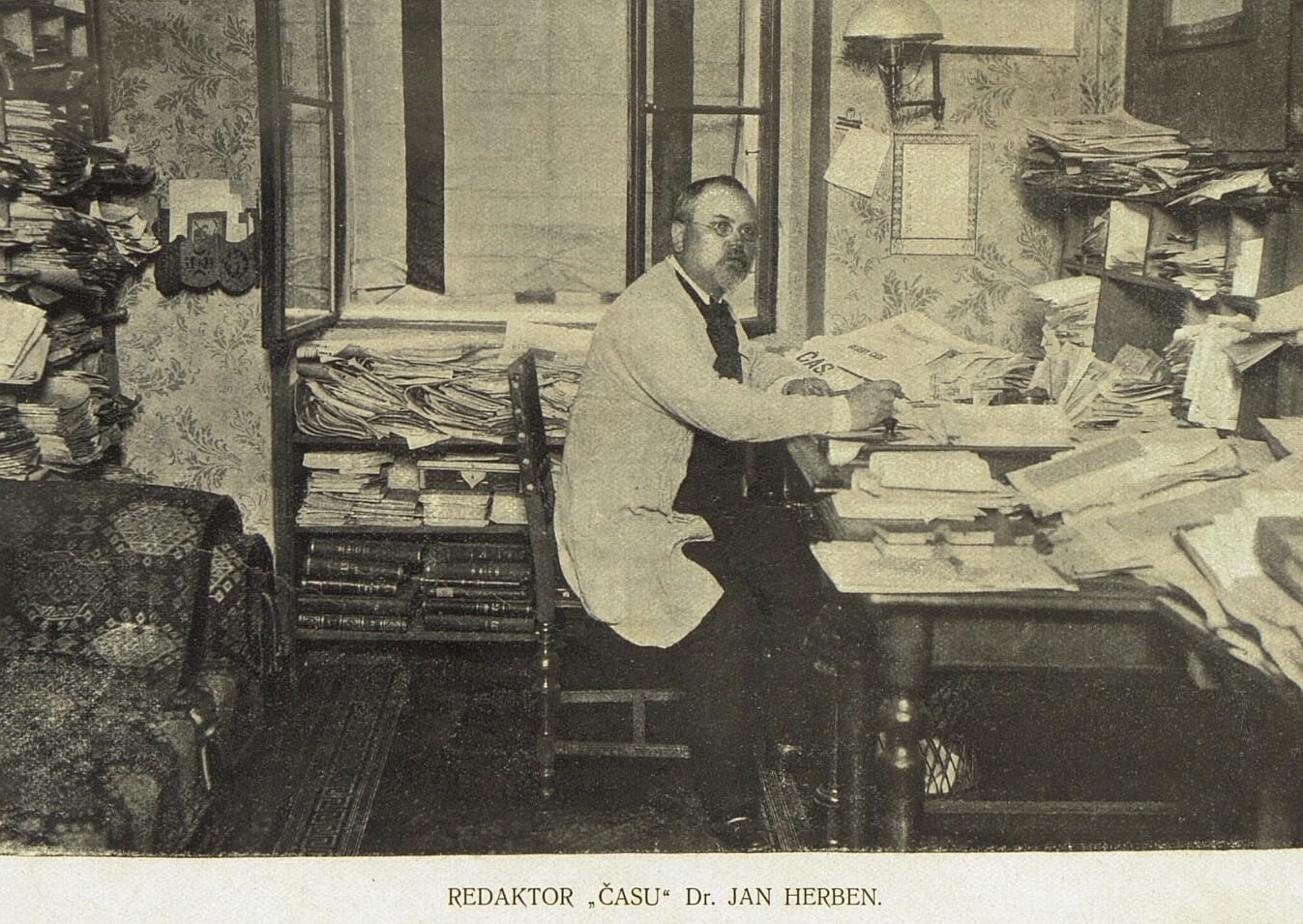
Jan Herben, 1907

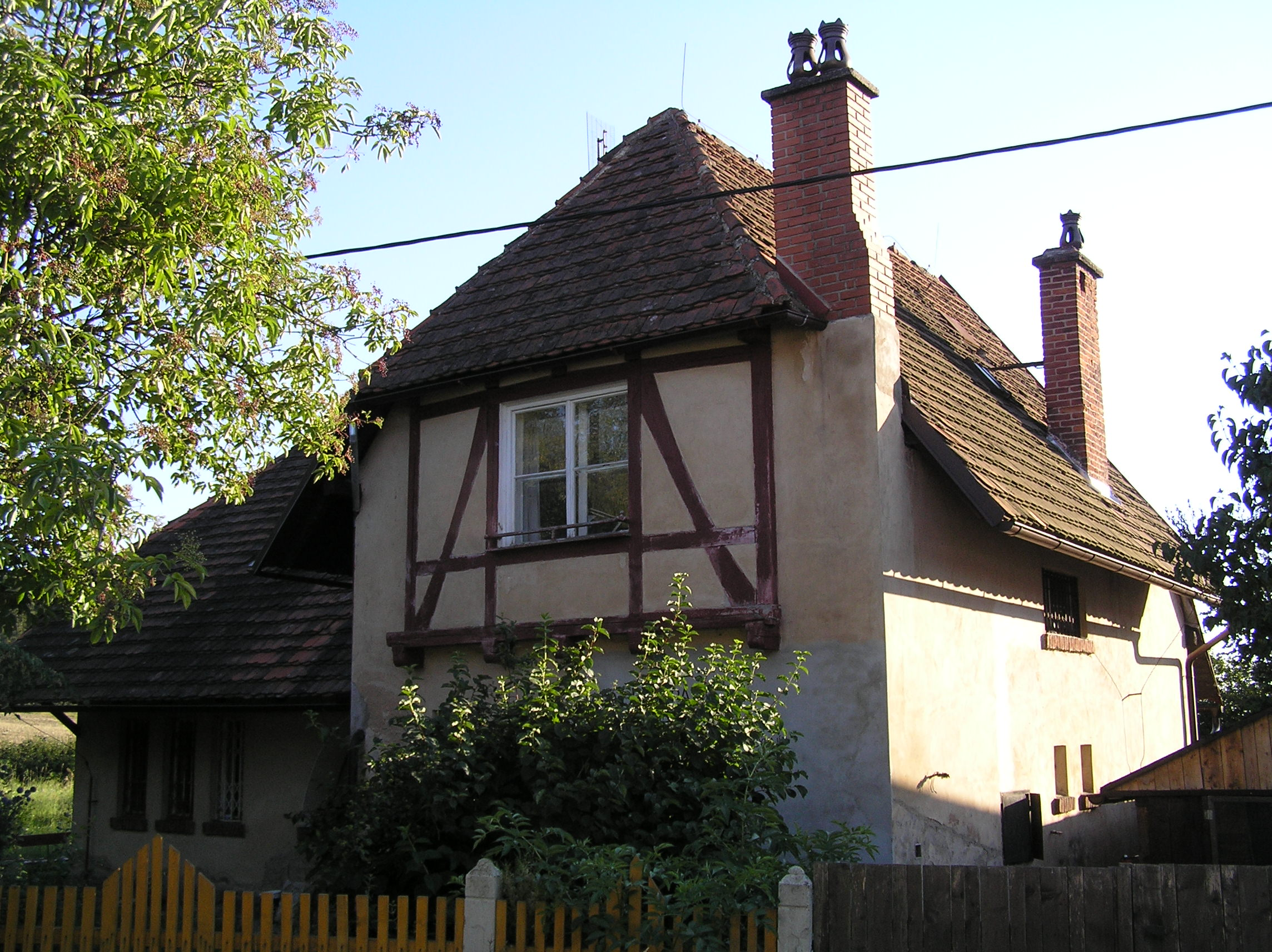
Herbenova vila v Hostišově z roku 1901, projektovaná Janem Kotěrou

Jan Herben patří mezi představitele českého realismu v písemnictví i politice. Jeho díla se vyznačují rozumovou střízlivostí, chladnou kritičností a odporem vůči konvenci. Autor neidealizuje skutečnost, usiluje o pravdivost a objektivitu, která je neustále doprovázena láskou k zemi a lidu. Své náměty čerpal ze sebraných lidopisných a krajinářských dokladů, jež byly podkladem pro jeho realistické vyprávění o osudech venkovských lidí a místních tradic. Usiloval o to, aby se čtenář díky jeho dílům orientoval v hospodářských, politických a společenských změnách současnosti a porozuměl jim. Romány ukazovaly čtenářům – především jihomoravským – jak žili a jak by měli žít po revolučním roce 1848. Předností jeho realistické metody bylo kolektivistické pojetí vesnice a její boj proti společnému nepříteli, zde čerpal z ruské realistické tvorby (Turgeněv, Tolstoj). V beletrii působí jako kulturní historik; začíná drobnými kresbami z rodného kraje: Moravské obrázky, Slovácké děti, Na dědině a Do třetího a čtvrtého pokolení. Tyto prózy z jihomoravského života reflektují skutečnost rodné dědiny; působení protireformace, roboty a otroctví na tamní obyvatele, střet lidí zotročených, poddaných a mravně pokřivených. Následují prózy z Táborska, sbírka črt a úvah Hostišov, pro které je typická přírodní impresionistická tvorba z lesního zátiší, jež má vystihovat duši jihočeského lidu. Hlavním motivem je drobný člověk, venkovská harmonie, čistý přirozený život, existenční boj lidu drsné povahy, rodinné vztahy. Jeho dalším zájmem byly historické práce, které věnoval postavám z českých náboženských dějin a Národního obrození; jednalo se o drobné práce, stati, úvahy a polemiky, jejichž námětem bylo sledování národních tradic a obrana poválečné demokracie, např. Mistr Jeroným Pražský, Masarykova sekta a Gollova škola, Prameny a počátky demokracie, Čeští spisovatelé a dělnictvo. Ideově se Herben plně ztotožňuje s Masarykovým pojetím českého obrození. Byl dokonce požádán o podrobné a soustavné vyložení Masarykova života. Kniha vzpomínek je souborem výkladů, promluv, fejetonů novináře plného úzkostí i nadějí. Pro Jana Herbena je typická láska k jazykové čistotě a národní minulosti a jeho záměrem bylo podávat věrné, lidsky procítěné a pravdivé svědectví pro budoucnost.

### Odborné práce
- Mistr Jeroným Pražský
- Tři chorvátské osady na Moravě (1911). Dostupné online
- Pravdivé vylíčení života mistra Jana z Husince (1884)
- Cyril a Metoděj (1885)
- Morava v letech 1618 – 1619 a politika Karla staršího ze Žerotína (1886) – rigorózní práce
- Jan Nepomucký. Spor dějin českých s církví římskou (1893) – polemika
- Deset let proti proudu 1886 – 1896 (1898) – o počátcích realismu
- Boj o podvržené rukopisy (1911). Dostupné online
- Masarykova sekta a Gollova škola. Pokrok, Praha 1912, 142 pp. Dostupné online
- Tomáš G. Masaryk, president republiky Československé (1918). Dostupné online
- Tábor je náš program (1920) – politický traktát
- Duch demokracie (1920) – I. část historická. Dostupné online
- Jan Žižka z Trocnova: Ku pětistyleté pam. bitvy na Vítkově (1921). Dostupné online
- Nové učení o české šlechtě (1924) – polemika
- M. V. Kramerius (1926) – studie
- T. G. M. I – III (Zlatoroh, 1926 – 1927) – monografie: I. O presidentu Masarykovi pražským dětem Dostupné online, II. President Masaryk, III. T. G. Masaryk, první občan Nové Evropy
- Otázka náboženská v našem probuzení (1927). Dostupné online
- Doživotní president republiky (1927). Dostupné online
- Skizzář k Masarykovu životopisu (1930). Dostupné online
- Lístky z válečného deníku 1914–1918 (1933)
- Kniha vzpomínek (1935) – paměti, přepracování starších vzpomínek. Dostupné online
- T. G. Masaryk – Život a dílo presidenta Osvoboditele, páté vydání. Praha: Sfinx * Bohumil Janda, 1946. 477 s.

### Beletrie
- Moravské obrázky (1889) – soubor povídek. Dostupné online
- Lístky z válečného deníku 1914–1918 (1933)
- Slovácké děti (1890) – soubor črt a příběhů národopisné povahy
- Do třetího i čtvrtého pokolení (1892–1937) – nedokončená románová kronika, jeho nejvýznamnější dílo, dostupné online
- Na dědině (1893) – soubor črt a příběhů národopisné povahy
- Bratr Jan Paleček (1902) – kniha pro děti
- Hostišov (1907) – historické a přírodní obrázky z Táborska, dostupné online

### Díla online
- HERBEN, Jan. Poprava českých pánů na Staroměstském náměstí v Praze 21. června 1621. Praha: Mladé proudy, 1921. Dostupné online.
- HERBEN, Jan. Matěj V. Kramerius: osvícensky novinář a buditel. Praha: Volná myšlenka československá, 1926. Dostupné online.
- HERBEN, Jan. Do třetího i čtvrtého pokolení. Telč: Emil Šolc, 1889. Dostupné online.
- HERBEN, Jan. Hostišov. Praha: Grosman a Svoboda, 1907. Dostupné online.
- HERBEN, Jan. Kniha vzpomínek. Praha: Družstevní práce, 1935. Dostupné online.